# Mayang (Gatak)
Mayang is een bestuurslaag in het regentschap Sukoharjo van de provincie Midden-Java, Indonesië. Mayang telt 4209 inwoners (volkstelling 2010).